# コーリニアアレイアンテナ
コーリニア（コーリニヤ、コリニア）アレイアンテナ (collinear antenna array) は、無線通信用高利得アンテナの一種である。主に超短波から極超短波において用いられる。
単にコーリニアアンテナという場合、アンテナアレイが構成済みで単一のアンテナとして使用できる状態のもの（製品など）を指すことが多い。

## 直列型と並列型
給電方法により、直列型と並列型がある。アマチュア無線や移動局では構造の簡単な直列型が使われる。

### 直列型
直列型の構造は、垂直に設置した1/2波長のダイポールアンテナのエレメントの上端に、位相が同相になるようにした数本の1/2波長のエレメントを直列接続したものである。単に1/2波長のエレメントを直列接続しただけでは、同相、逆相、同相、逆相・・・となり水平方向の放射が打ち消されるため、位相をそろえる必要がある。こうすることで、各エレメントからの放射が同位相で励振されるため、利得が向上する。位相をそろえる方法は電気的に行う方法と機械的に行う方法の二種類がある。
電気式
1/2波長の電気長を持つコイルやU字型のスタブを1/2波長のエレメントに直列に接続することで、電流の位相を反転させる。
機械式
1/2波長のエレメントを同軸ケーブルで構成し、1/2波長おきに同軸ケーブルの内部導体と外部導体を「互い違い」になるように接続することで、電流の位相を反転させる。
直列型の場合、段数を多くすると僅かな波長誤差が累積し、所望の性能が得られない問題がある。極端な例で考えると、一段で波長誤差が1/20波長であった場合、10段重なると誤差は1/2波長にもなり、もはや同位相とは言えなくなる。波長誤差は、製作精度が低い場合（または波長短縮率の見込み違い）と設計中心周波数から離れて運用した場合に発生する。前者は改善可能なものであるが後者は改善困難であり、多周波数で運用する移動通信の基地局では、後述の並列型が使われる。

### 並列型
並列型の構造は、アンテナ（垂直1/2λダイポールが一般的であるが、他のアンテナでも良い）を縦積みにし、各々のアンテナから給電線を普通に引き出したものを並列接続し、インピーダンス整合をおこない一本の給電線にまとめたものである。
ブラウンアンテナやスリーブアンテナでは利得が不足するような、移動通信の基地局に広く用いられる。強度や耐久性に優れた繊維強化プラスチック製のパイプで外部を覆っているものが多い。

## コーリニアとは
コーリニア (collinear) とは、アンテナアレイ（複数のアンテナを同時に励振する使用法）におけるアンテナの配置方法の一つである。それぞれのアンテナの主放射（メインローブ）が平行に並ぶよう配置する。例えばダイポールアンテナや八木・宇田アンテナにおいては、放射器の長手方向延長上にアンテナを並べて配置する。水平偏波の八木・宇田アンテナを横に2本配置した場合は、コーリニアアレイとなる。
ちなみに、例えば水平偏波の八木・宇田アンテナを垂直方向に重ねて2本配置（スタック）した場合や、垂直偏波の八木・宇田アンテナを水平方向に4本並べて配置した場合（俗に4パラなどという）、この配置をブロードサイド (broadside antenna array) という。